# Спомен кућа НОР-а
Спомен кућа НОР-а је грађевина која је саграђена током Другог светског рата. С обзиром да представља значајну историјску грађевину, проглашена је непокретним културним добром Републике Србије. Налази се у Сакару, под заштитом је Завода за заштиту споменика културе Ваљево.

## Историја
На месту званом Барице у атару села Сакар, недалеко од Малог Зворника, се налази кућа у којој је 1941. године боравила команда Азбуковачко рађевске чете Ваљевског партизанског одреда. По градитељском обрасцу представља типичан објекат народног градитељства Подриња са почетка 20. века. Објекат је правоугаоне основе знатно уздигнут изнад нивоа околног терена подзидан високим темељним зидом од камена који садржи две просторије, а изнад њих још три: једна мања, затим велика (гостинска) и спаваћа соба. Зидови су рађени у бондрук конструкцији, малтерисани и бело окречени. Кров је четворосливан, веома стрм и покривен бибер црепом. На зиду куће, лево од улаза са спољне стране, се налази спомен плоча рађена од црног мермера на којој је уклесан текст „У овој кући је боравила 1941. године Азбуковачко рађевска чета Ваљевског партизанског одреда 4. јула 1985. СУБНОР Мали Зворник”. У централни регистар је уписана 9. јуна 1994. под бројем СК 1067.